# اورانوس (فیلم)
اورانوس (انگلیسی: Uranus) یک فیلم کمدی درام فرانسوی به کارگردانی کلود بری و آرلت لانگمن است که در سال ۱۹۹۰ منتشر شد.

## بازیگران
- میشل بلان
- ژرار دوپاردیو
- فیلیپ نوآره
- دانیل پروو
- فابریس لوکینی
- میشل گالابرو
- تیکی اُلگادو
- ونسان گراس
- فلورانس دارل